# 中村太地 (ヴァイオリニスト)
中村 太地（なかむら だいち、1990年5月28日 - ）は、日本のヴァイオリニスト。ウィーン在住。

## 経歴

### 幼少期
福岡県北九州市に生まれ、3歳よりヴァイオリンを始める。
9歳で九州交響楽団とオーケストラと初共演。

### 師事者
西和田ゆう、アナスタシア・チェボタリョーワ、堀正文。
ウィーン国立音楽大学にてミヒャエル・フリッシェンシュラーガー、エリザベート王妃音楽大学にてオーギュスタン・デュメイ。

### ウィーン留学前
- 2004年 - 第5回若い音楽家のためのチャイコフスキー国際コンクール入賞[2]
- 2005年 - 第3回名古屋国際音楽コンクール第1位[2][3][4]、クフモ室内楽音楽祭

福岡県立小倉高等学校卒業。

### 2009年ウィーン留学以降
- 2012年 - 第8回アラム・ハチャトゥリアン国際音楽コンクール第3位[2]
- 2013年 - 第2回ヴァスコ・アバディエフ国際コンクール最高位[2]
- 2014年 - 第7回フリッツ・クライスラー国際コンクール特別賞[2]
- 2015年 - 第22回ブラームス国際コンクール第3位[2][6][7]
- 2016年 - 第35回ロドルフォ・リピツァー賞国際ヴァイオリン・コンクール入賞[8]
- 2017年 - 北九州市民文化奨励賞受賞[9]
- 2017年 - 第24回ブラームス国際コンクール第1位[10][11][12]

### 共演オーケストラ
新日本フィルハーモニー交響楽団、九州交響楽団、名古屋フィルハーモニー交響楽団、セントラル愛知交響楽団、日本センチュリー交響楽団、新日本フィルハーモニー交響楽団、NDR北ドイツ放送フィルハーモニー交響楽団、サンクトペテルブルク交響楽団、ワロン王立室内管弦楽団、クラーゲンフルトフィルハーモニー管弦楽団、ソフィア祝祭管弦楽団、ソフィアフィルハーモニー管弦楽団、フィルハーモニア・ジェルノグルシュカ、セルビア・ニシュ交響楽団、NDR北ドイツ放送交響楽団

### 使用楽器
1738年製 グァルネリ・デル・ジェス “ソフィー・ハース”(北山コーポレーショ ン・北山英樹氏より貸与)

## 人物
- 同姓同名（ただし名前の読みが異なる）の棋士である中村太地と交友がある。2013年頃に共通の知人から紹介され、その後定期的に食事に行くなど情報交換を続けているという[14]。
- ともに出身地の北九州市の企業、スターフライヤーと第一交通産業がスポンサー契約を締結している。